# Regiment Infanterie Oranje Gelderland
Het Regiment Infanterie Oranje Gelderland is de voortzetting van het voormalige Amersfoortse 5e Regiment Infanterie (RI) en het voormalige Arnhemse 8e RI. Dit laatstgenoemde regiment werd vermaard door de verdediging in de meidagen 1940 van de Grebbeberg.
De naam stamt uit de 18e eeuw en met deze naam wordt de geografische afkomst van de regimentsbezetting en de binding met het koningshuis aangegeven. Het regiment is voornamelijk bekend vanwege het feit dat de gehele voormalige Troepenmacht in Suriname (T.R.I.S.) ook daarin onder was gebracht. En dat het uit 6 compagnieën bestaande bataljon dat in 1960 vanuit Arnhem werd uitgezonden naar Nederlands Nieuw Guinea deel uit maakte van het Regiment Infanterie Oranje Gelderland.
In verband met de vele reorganisaties werd het regiment in 1994 ontbonden maar vanaf 14 september 2006 werd het heropgericht. Momenteel heeft 45 Pantserinfanteriebataljon Regiment Infanterie Oranje Gelderland (45 PIB RIOG) de tradities van het Regiment Infanterie Oranje Gelderland overgenomen. Deze eenheid maakt deel uit van 43 Gemechaniseerde Brigade en is gelegerd in de Johannes Postkazerne te  Darp, nabij Havelte.
Een bijzonderheid is dat op 1 oktober 2011 voor het eerst in de geschiedenis van het regiment, de regimentscommandant (Luitenant-kolonel Ludy Schmidt, een van origine gebrevetteerde officier van het wapen der cavalerie), niet afkomstig was van het wapen der infanterie.
Op prinsjesdag 2013 werd bekendgemaakt dat 45 PIB RIOG wegens bezuinigingen bij defensie zou worden opgeheven.. Uit de begrotingsafspraken voor 2014 tussen de coalitiepartners, D66, ChristenUnie en SGP werd echter duidelijk dat van opheffing geen sprake meer was.
Het Regiment Infanterie Oranje Gelderland is het moederregiment van de Wageningsche Studenten Schietvereniging "Transvaal", de Wageningse studentenweerbaarheid.

## Het embleem
Het embleem van 45 Pantserinfanteriebataljon Regiment Infanterie Oranje Gelderland is een gekroonde leeuw met dubbele staart. Deze was te zien vanaf 1339 in het wapen van hertogdom Gelre. Hier omheen zijn 7 witte pauwveren zichtbaar. Deze pauwveren zijn afkomstig van het kasteel Staverden, ookwel De Witte Pauwenburcht genoemd. Hertogen hadden de functie om hier witte pauwen te houden. De pauwenveren dienden als teken van herkenning en verfraaiing op grafelijke helmen. Tot op de dag van vandaag is het alleen toegestaan om op kasteel Staverden witte pauwen te fokken en te houden. Het getal 7 staat voor verbondenheid en geluk.

## Het vaandel

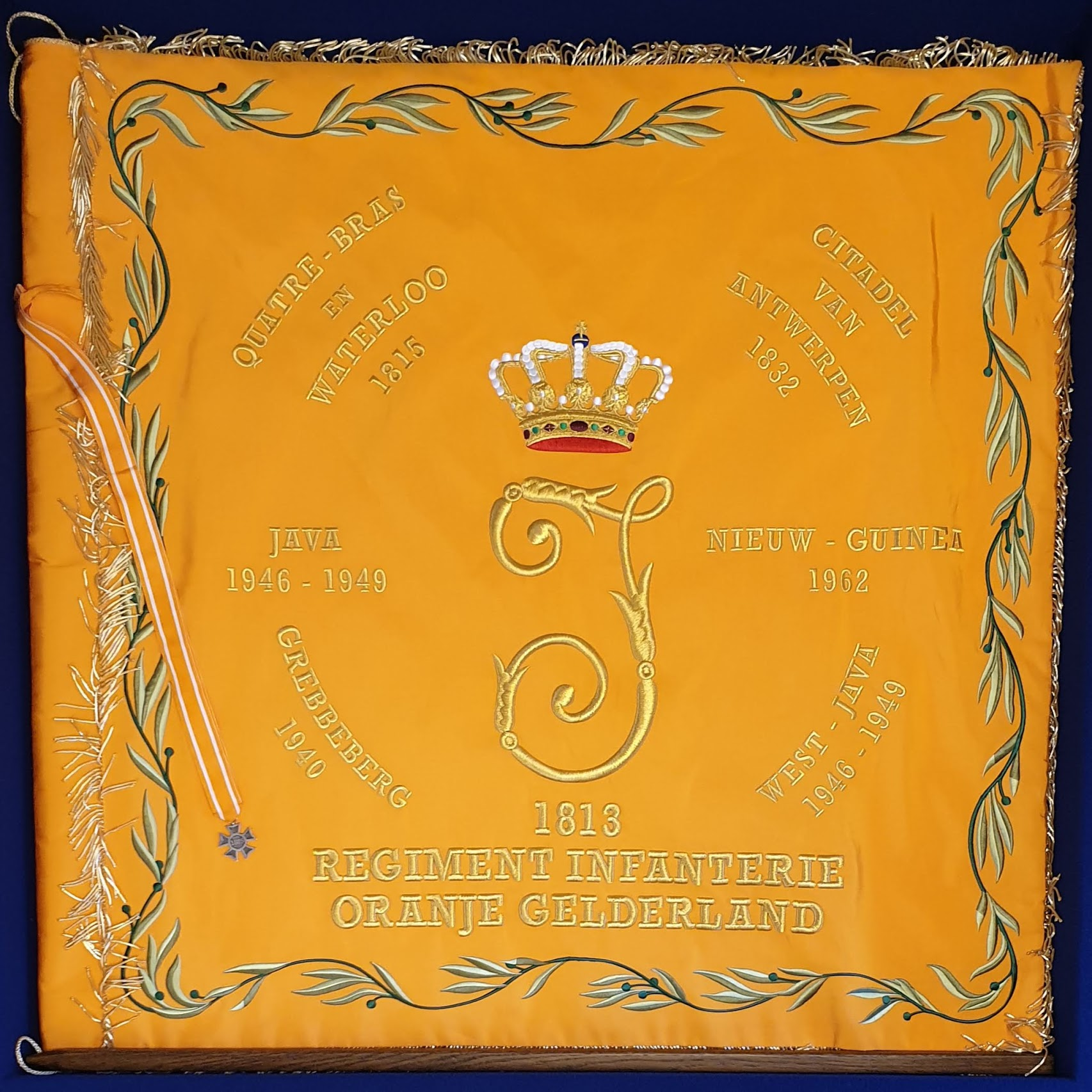
Het vaandel van het Regiment Infanterie Oranje Gelderland en het Herdenkingskruis 1813-1815

In januari 1894 was het hoofdstuk van de napoleontische oorlogen definitief afgesloten. De laatste Nederlandse veteraan die nog in de Slag bij Waterloo had gevochten en het Zilveren Herdenkingskruis 1813-1815 mocht dragen was gestorven.
Bij Koninklijk Besluit van 7 augustus 1896 bepaalde Koningin Emma dat het kleine zilveren kruisje voortaan zou worden gedragen aan het vaandel van het 8e Regiment Infanterie. Het kruis werd daarop met een cravatte als vaandeldecoratie aan het vaandel gehecht.
Het 8e Regiment Infanterie was een van de regimenten die in 1950 bij een reorganisatie van het Wapen der Infanterie verdween. Bij Koninklijk Besluit van 11 maart 1977 heeft Koningin Juliana vastgelegd dat het Regiment Infanterie "Oranje Gelderland" de tradities van het verdwenen 8e regiment zou bewaren. Aan het vaandel van het laatstgenoemde regiment werd een cravatte bevestigd met daarop, naast het Zilveren Herdenkingskruis 1813-1815, de aan het 8e Regiment Infanterie toegekende vaandelopschriften: "Citadel van Antwerpen 1832", "Grebbeberg 1940" en "West-Java 1946-1949". In 2016 trad het Traditiebesluit Koninklijke Landmacht in werking dat onder meer bepaalde dat het Regiment Infanterie Oranje Gelderland de tradities van zowel het 5e als het 8e Regiment Infanterie voortzet. Inmiddels -sedert 2018- worden de vaandelopschriften weer op het vaandel gevoerd en zijn de cravattes verwijderd.
Het Regiment Infanterie Oranje-Gelderland werd echter in 1995 opgeheven. Het oude vaandel bevindt zich in de Historische Collectie Regiment Infanterie Oranje Gelderland (HC RIOG).
Bij de heroprichting in 2006 werd het regimentsvaandel van het Regiment Infanterie Oranje Gelderland bij 45 PIB RIOG weer in gebruik genomen.
Aan het Regiment Infanterie Oranje Gelderland (en zijn voorganger, het 5e Regiment Infanterie) zijn de volgende vaandelopschriften toegekend: "Quatre Bras en Waterloo 1815", "Citadel van Antwerpen 1832", "Grebbeberg 1940", "Java 1946-1949", "West-Java 1946-1949" en "Nieuw-Guinea 1962". Op 19 oktober 2019 werd bekend dat het opschrift "Sar Regin 2008" voor krijgsverrichtingen in Afghanistan is toegekend.